# Dale Spender
Dale Spender, född 22 september 1943 i Newcastle, New South Wales, död 21 november 2023 i Brisbane, Queensland, var en australisk feministisk historiker, lärare och författare.  
Spender blev under 1980-talet känd som en produktiv författare inom kvinnohistoria. Hennes huvudtes har varit att männen traditionellt har upprätthållit makten genom att styra språket, utbildningen och alla kunskapsområden, vilket leder till att makt över kunskapen är ett av den feministiska kampens viktigaste områden.